# Marie Bardi

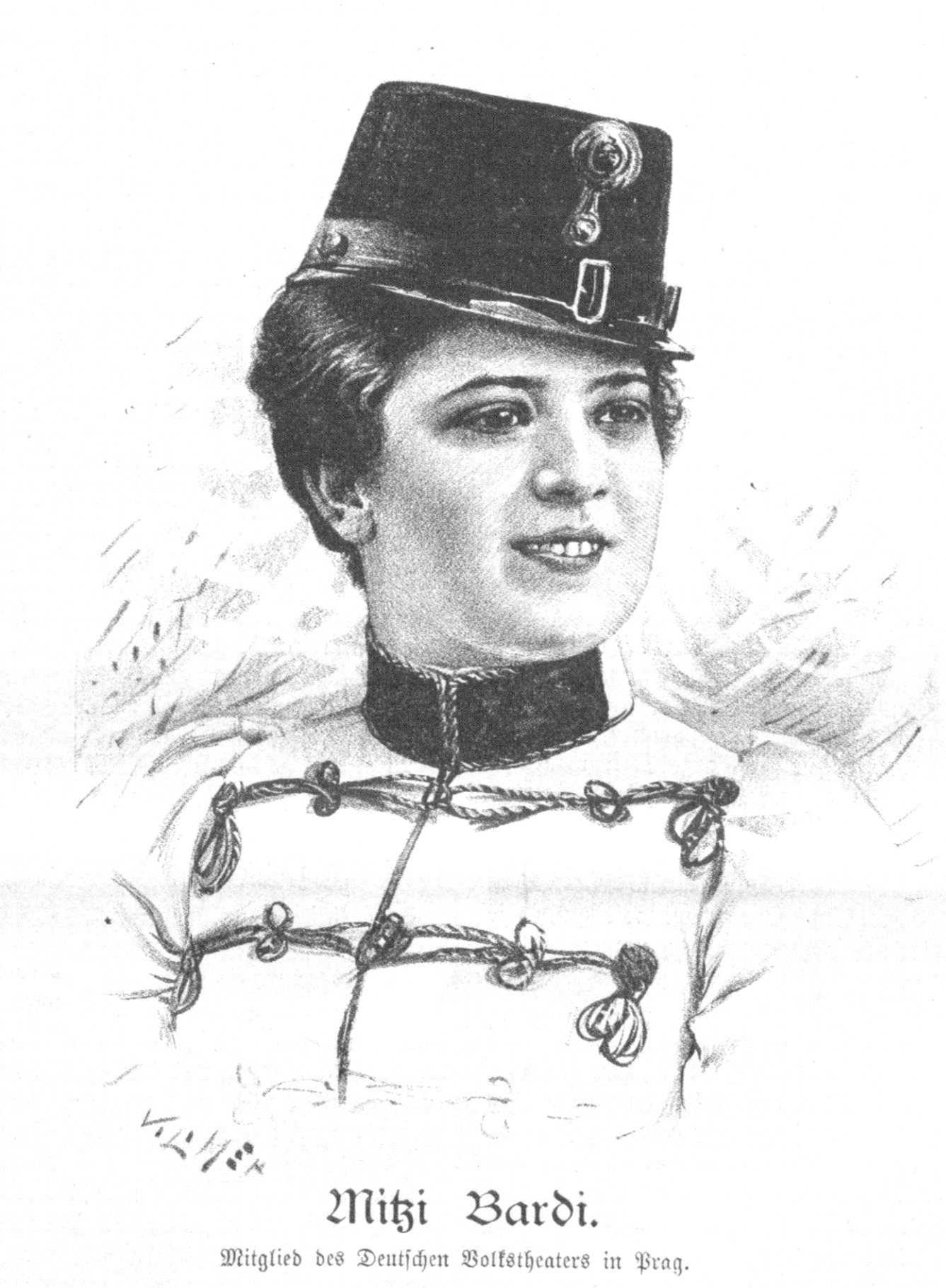
Marie Bardi im Jahre 1896

Marie Bardi, auch Mitzi Bardi (* um 1870 in Wien; † nach September 1921) war eine österreichische Theaterschauspielerin und Sängerin.

## Leben
Marie Bardi begann ihre Bühnentätigkeit in Meran, wo sie für den Chor und kleine Rollen engagiert wurde. 1894 kam sie nach Preßburg, 1895 nach Troppau und 1896 nach Prag. Dort war sie erste Soubrette am Königlich Deutschen Landestheater. 1900 wurde sie für das Deutsche Volkstheater in Wien engagiert.
Anfang März 1902 verlobte sie sich mit dem Schauspieler Hermann John, und am 13. Mai 1902 heirateten sie.
1902/03 spielte sie die Zofe Jeanette in dem Lustspiel Im bunten Rock von Franz von Schönthan und Freiherr von Schlicht.  1904 beendete sie ihr Engagement am Königlich Deutschen Landestheater. 1905 gab Bardi einige Gastspiele und trat 1906 im Künstlerkabarett in Prag auf.
Der Komponist Oscar Straus engagierte Mitzi Bardi und Bozena Bradsky als Diseusen für sein Oscar-Straus-Ensemble. Straus hatte zuvor Kabarett-Hits für das Überbrettl geliefert, die er nun auf Tourneen mit einer kleinen Schar von Schauspielern und Musikern selbst zu vermarkten suchte. Für seine Diseusen schrieb er weiterhin Lieder, wie sie im Überbrettl erfolgreich gewesen waren. Für das Jahr 1917 ist im Niederösterreichischen Landesarchiv ein Textbuch für Mitzi Bardi nachgewiesen, mit Texten von Robert Figdor, Kurt Robitschek, Gustav Hochstetter, Grete von Urbanitzky, Toni Hofer und anonymen Autoren, und mit Musik von Robert Stolz und Theo A. Körner.

## Veröffentlichungen
- Mitzi Bardi: Aus dem Repertoire Mitzi Bardi ehem. erste Soubrette des kgl. deutschen Landestheaters in Prag, Selbstverlag, Prag [1914]